# Ktová

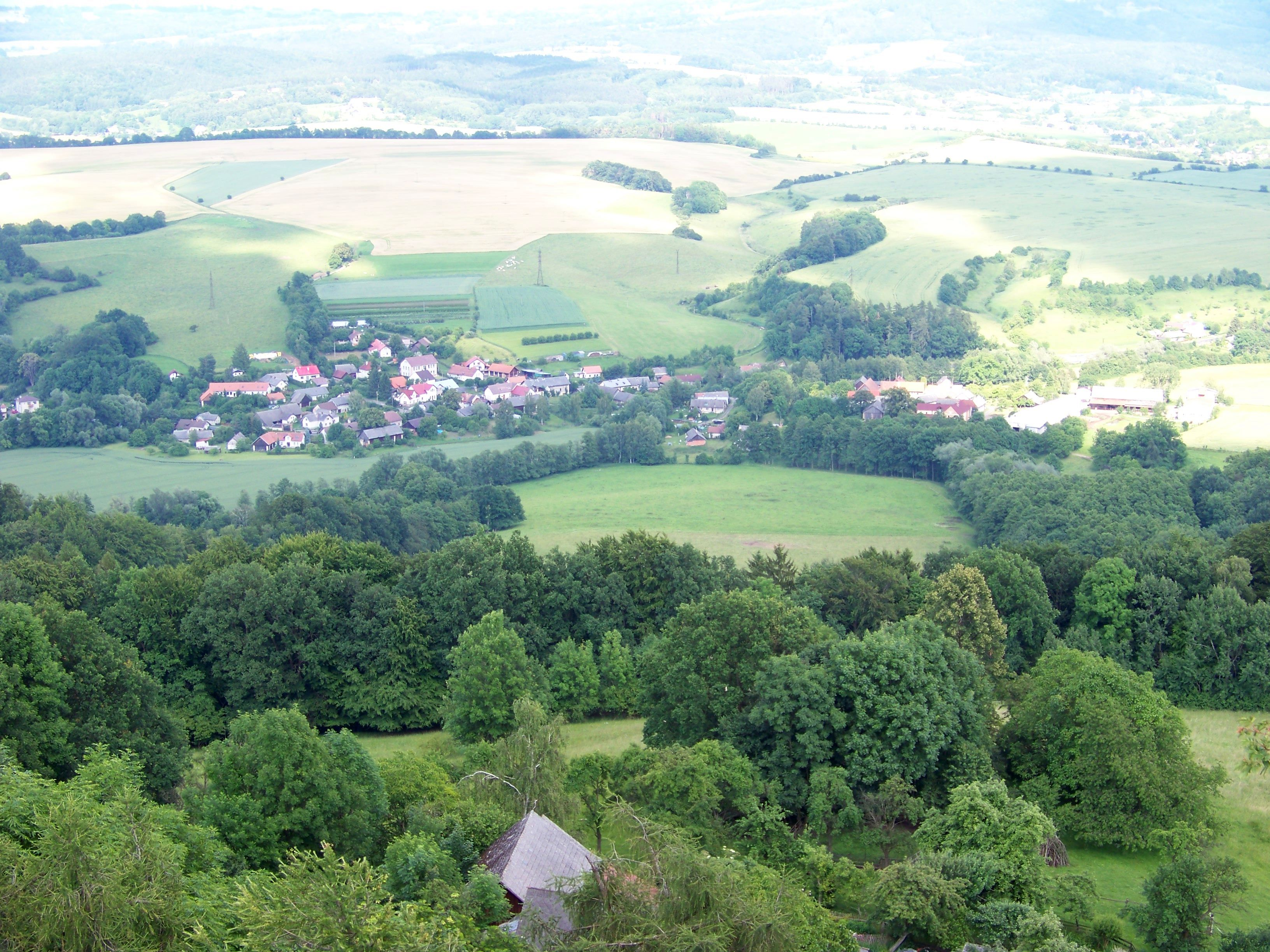
Blick auf die Siedlungen in Ktová von der Burg Trosky

Ktová (deutsch Ktowa) ist eine Gemeinde im Okres Semily in Tschechien und zählt 175 Einwohner. 
Der größte Teil der Bevölkerung arbeitet in den Orten Turnov und Rovensko pod Troskami. Das Gebiet grenzt an das Böhmische Paradies (Český Ráj).

## Geschichte
Die ältesten Erwähnung der damaligen Landsiedlungen stammen aus den Jahren 1370–1380. Damals gehörte der Ort dem Landadeligen Hrabiš von Ktová. Nach dem Bau der Burg Trosky fiel der Ort deren Herren zu.

## Gemeindegliederung
Für die Gemeinde Ktová sind keine Ortsteile ausgewiesen. Grundsiedlungseinheiten sind Dlouhá Ves und Ktová (Ktowa). Zu Ktová gehören außerdem die Siedlungen Žampach, Kabáty, Podhabr und das Feriengebiet Písky. 

## Nachbargemeinden
| Hrubá Skála | Hrubá Skála Rovensko pod Troskami           | Rovensko pod Troskami |
| Troskovice  | Kompassrose, die auf Nachbargemeinden zeigt | Újezd pod Troskami    |
| Troskovice  | Újezd pod Troskami                          | Újezd pod Troskami    |